# Schistosomatium douthitti
Schistosomatium douthitti är en plattmaskart. Schistosomatium douthitti ingår i släktet Schistosomatium och familjen Schistosomatidae. Inga underarter finns listade i Catalogue of Life.